# Новоспасский сельсовет (Новосибирская область)
Новоспасский сельсовет — сельское поселение в Барабинском районе Новосибирской области Российской Федерации.
Административный центр — село Новоспасск.

## История
Статус и границы сельского поселения установлены Законом Новосибирской области от 2 июня 2004 года № 200-ОЗ «О статусе и границах муниципальных образований Новосибирской области»

## Население
| 2002 | 2010  | 2012 | 2013 | 2014 | 2015 | 2016 |
| ---- | ----- | ---- | ---- | ---- | ---- | ---- |
| 1201 | ↘1002 | ↘957 | ↘937 | ↘931 | ↘919 | ↘889 |
| 2017 | 2018  | 2019 | 2020 | 2021 |      |      |
| ↘860 | ↘852  | →852 | ↘839 | ↘832 |      |      |

## Состав сельского поселения
| № | Населённый пункт | Тип населённого пункта       | Население |
| - | ---------------- | ---------------------------- | --------- |
| 1 | Кожевниково      | село                         | ↘304      |
| 2 | Новоспасск       | село, административный центр | ↘576      |
| 3 | Тандов           | аул                          | ↘122      |

### Упразднённые населённые пункты
- Маначиха — упразднённый в 1983 году посёлок.
- Ольгино 2-е — упразднённая в 1980 году деревня.
- Петропавловка — упразднённый в 1968 году посёлок.
- Эгербаш — упразднённая в 1974 году деревня.